# (32307) 2000 QG31
2000 QG31 (asteroide 32307) é um asteroide da cintura principal. Possui uma excentricidade de 0.17948130 e uma inclinação de 8.69650º.
Este asteroide foi descoberto no dia 26 de agosto de 2000 por LINEAR em Socorro.